# Kommendanthuset
Kommendanthuset i Malmö är en byggnad nära Malmöhus slott som uppfördes 1786. Kommendanthuset innehåller ett ekologiskt kafé, Stadsbyggnadsforum, pedagogisk verkstad, show room, flexibla projektarbetsplatser samt fasta kontor.

## Byggnadens historia
Kommendanthuset byggdes som tyghus för Malmöhus slott på uppdrag av Gustav III. Det ligger på bastion Banér, väster om slottet Malmöhus. Huset är byggt i en stram klassicistisk stil, typisk för den militära arkitekturen i slutet av 1700-talet. Byggnaden har två våningar, granitsockel och koppartak. Fasaderna är putsade och målade i rött.

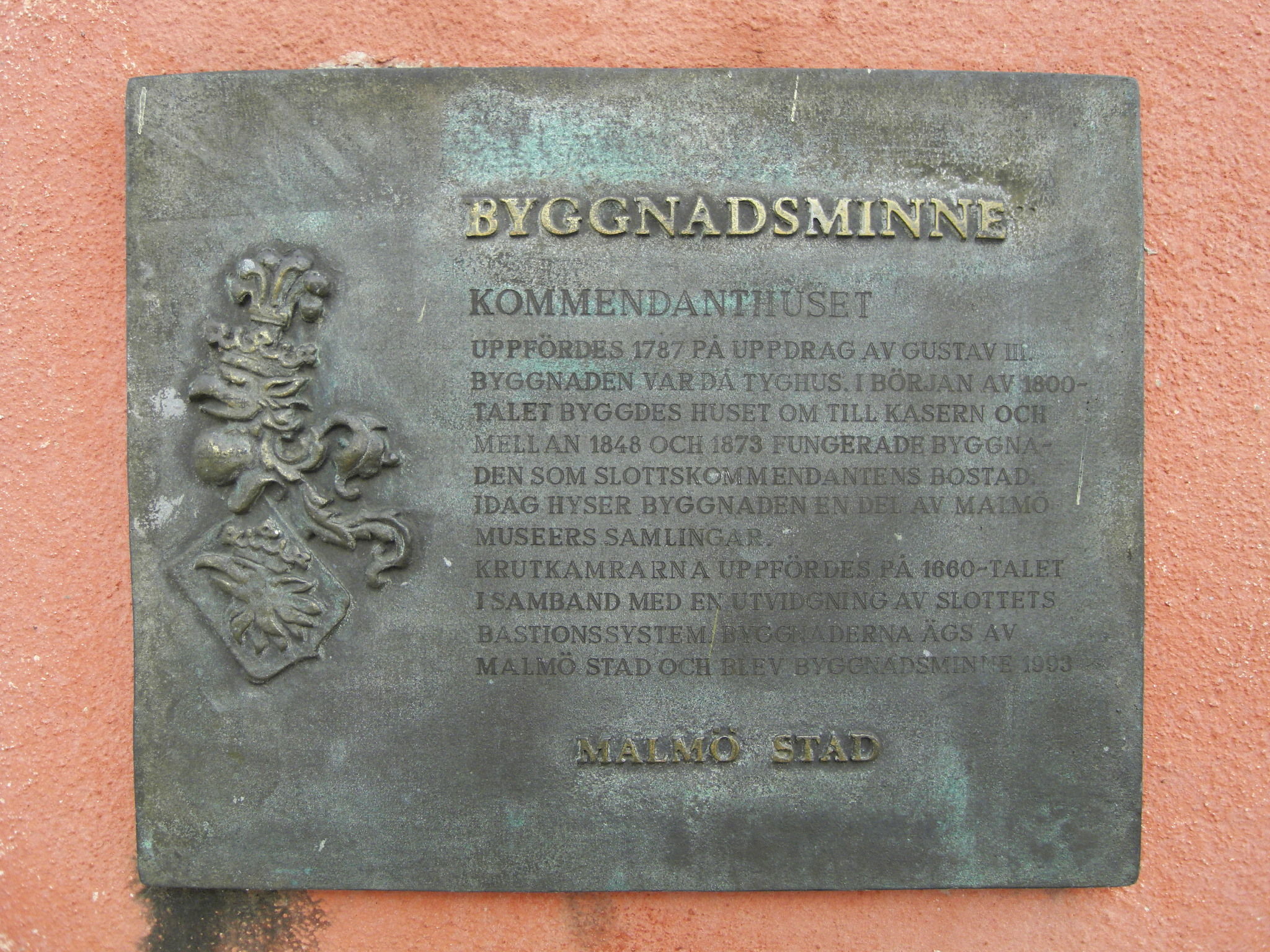
Kommendanthusets skyltplatta.

Redan i början av 1800-talet byggdes ovanvåningen om till sjukhus, medan undervåningen fortsatte att användas som förråd. Så småningom blev hela huset vapenförråd på nytt. När Malmöhus gjordes om till fängelse användes huset av fängelsets personal. Delar av huset gjordes till bostäder. År 1847 blev huset bostad åt fängelsekommendanten och det var då det fick sitt nuvarande namn. När fängelset upphörde under mellankrigstiden blev kommendanthuset och resten av slottet nödbostäder för bostadslösa. Kommendanthuset renoverades till sitt gamla utseende 1965 och blev en del av Malmö Museer.
Därefter innehöll byggnaden en av Sveriges största militärhistoriska samlingar, med många föremål från Kronprinsens husarregemente som var stationerat i Malmö från slutet av 1700-talet fram till 1927. Den militärhistoriska samlingen flyttade Malmö Museer 1997 till sitt magasin. På ovanvåningen anordnade museet fotoutställningar till och med 2014.

## Kommendanthuset i dag
Sedan våren 2015 benämns byggnaden Kommendanthuset – idélab hållbar utveckling. Huset är en fysisk plats där det finns möjlighet att mötas, utveckla tankar och idéer för personer, näringsliv, civilsamhälle och offentlig förvaltning i arbetet mot ett mer hållbart Malmö.
Genom samarbete mellan flera förvaltningar på Malmö stad, Malmö universitet och Malmös närings- och föreningsliv vill Kommendanthuset lyfta arbetet med hållbar utveckling. 

## Pedagogisk verksamhet
På Kommendanthuset har museets pedagoger aktiviteter under skoltid och skollov för barn och unga.